# 布克爾貝格山
47°04′20″N 15°35′34″E / 47.072329°N 15.592698°E

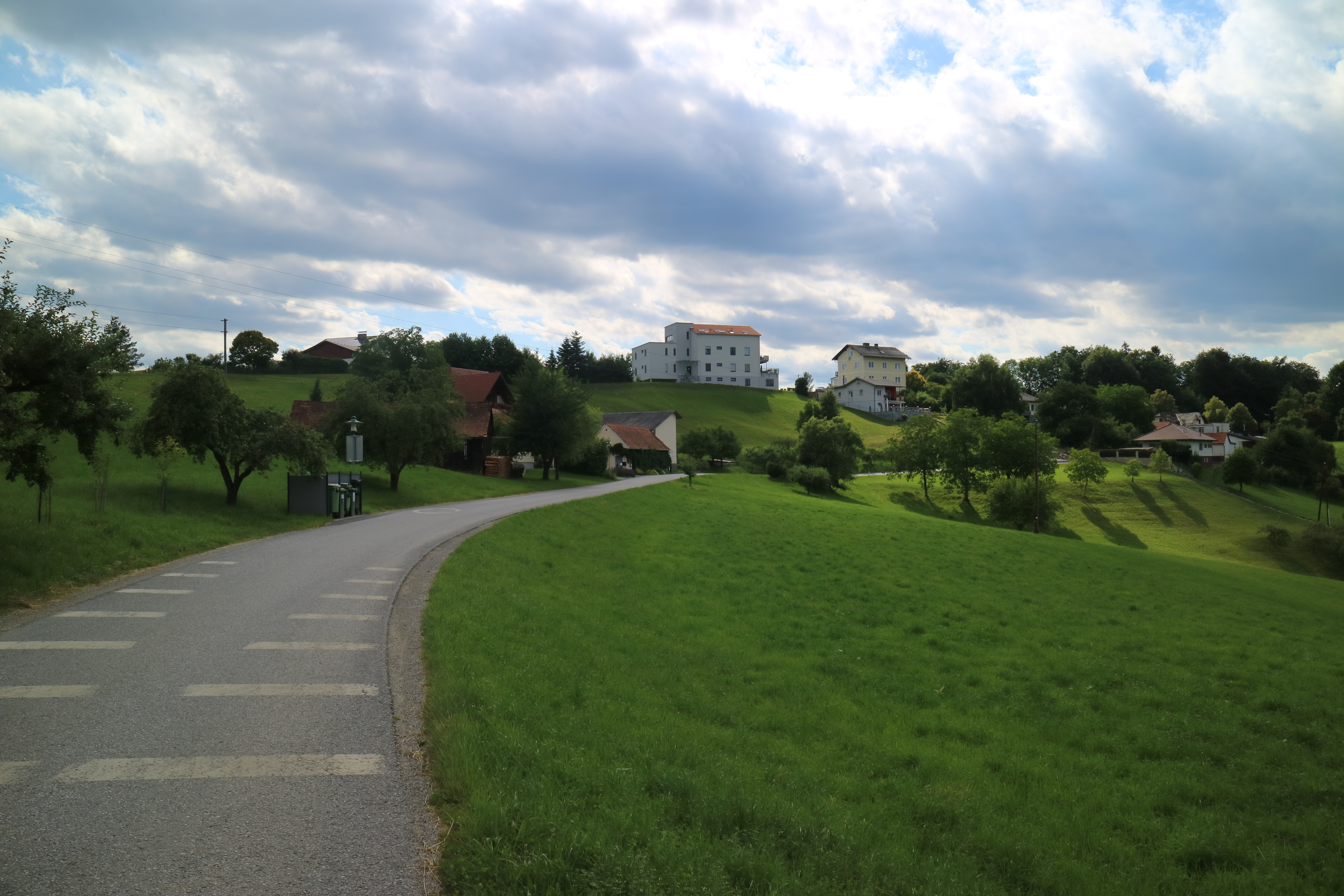

布克爾貝格山（德語：Buckelberg），是奧地利的山峰，位於該國東南部，由施泰爾馬克州負責管轄，距離格拉茨附近凱因巴赫1.5公里，海拔高度544米，每年平均降雨量1,475毫米。